# 마테오 가로네
마테오 가로네(Matteo Garrone, 1968년 10월 15일 ~ )는 이탈리아의 영화 감독, 영화 각본가이다. 2008년 영화 《고모라》로 유럽 영화상 감독상, 다비드 디 도나텔로상 감독상을 수상했다.

## 작품 목록

### 감독
- 이민자들의 땅 (1996)
- 손님들 (1998)
- 로마의 여름 (2000)
- 박제사 (2002)
- 첫사랑 (2004)
- 고모라 (2008)
- 리얼리티 : 꿈의 미로 (2012)
- 테일 오브 테일즈 (2015)
- 도그맨 (2018)
- 피노키오 (2019)
- Io Capitano (2023)